# Le Val-Doré
Le Val-Doré é uma comuna francesa na região administrativa da Normandia, no departamento de Eure. Estende-se por uma área de 20.17 km². Em 2010 a comuna tinha 965 habitantes (densidade: 47,8 hab./km²). Foi criada em 1 de janeiro de 2018, após a fusão das antigas comunas de Orvaux (sede), Le Fresne e Le Mesnil-Hardray.